# Conops vaulogeri
Conops vaulogeri är en tvåvingeart som beskrevs av Seguy 1930. Conops vaulogeri ingår i släktet Conops och familjen stekelflugor. Inga underarter finns listade i Catalogue of Life.